# 1. Bundesliga 2022-23
La 1. Bundesliga 2022-23 fue la 60.ª edición de la Fußball-Bundesliga, la mayor competición futbolística de Alemania.
El campeonato constó de dieciocho equipos: los mejores quince de la edición anterior, los dos mejores de la 2. Bundesliga 2021-22 y el ganador de los play-offs de ascenso y descenso entre el puesto 16.° de la Bundesliga y el 3.° de la 2. Bundesliga. El Bayern de Múnich fue el campeón defensor.

## Relevos
| Pos  | Descendidos de 1. Bundesliga |
| ---- | ---------------------------- |
| 17.º | Arminia Bielefeld            |
| 18.º | Greuther Fürth               |

| Pos | Ascendidos de 2. Bundesliga |
| --- | --------------------------- |
| 1.º | Schalke 04                  |
| 2.º | Werder Bremen               |

## Información
| Equipo                                   | Ciudad          | Entrenador           | Capitán             | Estadio                        | Aforo  | Proveedor | Patrocinador            |
| ---------------------------------------- | --------------- | -------------------- | ------------------- | ------------------------------ | ------ | --------- | ----------------------- |
| Augsburgo                                | Augsburgo       | Enrico Maaßen        | Jeffrey Gouweleeuw  | WWK Arena                      | 30 660 | Nike      | WWK                     |
| Bayer Leverkusen                         | Leverkusen      | Xabi Alonso          | Lukáš Hrádecký      | BayArena                       | 30 210 | Castore   | Barmenia Versicherungen |
| Bayern Múnich                            | Múnich          | Thomas Tuchel        | Manuel Neuer        | Allianz Arena                  | 75 024 | Adidas    | Deutsche Telekom        |
| Bochum                                   | Bochum          | Thomas Letsch        | Anthony Losilla     | Vonovia Ruhrstadion            | 30 748 | Mizuno    | Vonovia                 |
| Borussia Dortmund                        | Dortmund        | Edin Terzić          | Marco Reus          | Signal Iduna Park              | 81 360 | Puma      | 1&1 Ionos               |
| Borussia Mönchengladbach                 | Mönchengladbach | Daniel Farke         | Lars Stindl         | Borussia-Park                  | 59 724 | Puma      | Flatex AG               |
| Colonia                                  | Colonia         | Steffen Baumgart     | Jonas Hector        | RheinEnergieStadion            | 49 698 | Uhlsport  | REWE                    |
| Eintracht Fráncfort                      | Fráncfort       | Oliver Glasner       | Sebastian Rode      | Deutsche Bank Park             | 51 500 | Nike      | Indeed.com              |
| Friburgo                                 | Friburgo        | Christian Streich    | Christian Günter    | Europa-Park Stadion            | 34 700 | Nike      | Cazoo                   |
| Hertha Berlín                            | Berlín          | Pál Dárdai           | Marvin Plattenhardt | Olympiastadion                 | 74 649 | Nike      | Autohero                |
| Hoffenheim                               | Sinsheim        | Pellegrino Matarazzo | Benjamin Hübner     | PreZero Arena                  | 30 150 | Joma      | SAP                     |
| Maguncia 05                              | Maguncia        | Bo Svensson          | Silvan Widmer       | Mewa Arena                     | 34 000 | Kappa     | Kömmerling              |
| RB Leipzig                               | Leipzig         | Marco Rose           | Péter Gulácsi       | Red Bull Arena                 | 44 199 | Nike      | Red Bull                |
| Schalke 04                               | Gelsenkirchen   | Thomas Reis          | Danny Latza         | Veltins-Arena                  | 62 271 | Adidas    | Vivawest                |
| Stuttgart                                | Stuttgart       | Sebastian Hoeneß     | Wataru Endo         | Mercedes-Benz Arena            | 60 441 | Jako      | Mercedes-Benz Bank      |
| Unión Berlín                             | Berlín          | Urs Fischer          | Christopher Trimmel | Stadion An der Alten Försterei | 22 012 | Adidas    | Aroundtown              |
| Werder Bremen                            | Bremen          | Ole Werner           | Marco Friedl        | Wohninvest Weserstadion        | 42 100 | Umbro     | Wiesenhof               |
| Wolfsburgo                               | Wolfsburgo      | Niko Kovač           | Maximilian Arnold   | Volkswagen-Arena               | 30 000 | Nike      | Volkswagen              |
| Datos actualizados el 4 de abril de 2023 |                 |                      |                     |                                |        |           |                         |

### Cambios de entrenadores
| Equipo           | Entrenador (Jornadas)      | Fecha de vacante         | Tipo de salida     | Posición en la tabla | Entrenador entrante   | Fecha de nombramiento    |
| ---------------- | -------------------------- | ------------------------ | ------------------ | -------------------- | --------------------- | ------------------------ |
| RB Leipzig       | Domenico Tedesco (1-5)     | 7 de septiembre de 2022  | Despedido          | 11.º                 | Marco Rose            | 8 de septiembre de 2022  |
| Bochum           | Thomas Reis (1-6)          | 12 de septiembre de 2022 | Despedido          | 18.º                 | Heiko Butscher INT    | 12 de septiembre de 2022 |
| Bochum           | Heiko Butscher INT (7)     | 22 de septiembre de 2022 | Fin de interinidad | 18.º                 | Thomas Letsch         | 22 de septiembre de 2022 |
| Bayer Leverkusen | Gerardo Seoane (1-8)       | 5 de octubre de 2022     | Despedido          | 17.º                 | Xabi Alonso           | 5 de octubre de 2022     |
| Stuttgart        | Pellegrino Matarazzo (1-9) | 10 de octubre de 2022    | Despedido          | 17.º                 | Michael Wimmer INT    | 10 de octubre de 2022    |
| Schalke 04       | Frank Kramer (1-10)        | 19 de octubre de 2022    | Despedido          | 17.º                 | Matthias Kreutzer INT | 19 de octubre de 2022    |
| Schalke 04       | Matthias Kreutzer (10)     | 27 de octubre de 2022    | Fin de interinidad | 18.º                 | Thomas Reis           | 27 de octubre de 2022    |
| Stuttgart        | Michael Wimmer (10-17)     | 5 de diciembre de 2022   | Fin de interinidad | 16.º                 | Bruno Labbadia        | 5 de diciembre de 2022   |
| Hoffenheim       | André Breitenreiter (1-19) | 6 de febrero de 2023     | Despedido          | 14.º                 | Pellegrino Matarazzo  | 8 de febrero de 2023     |
| Bayern de Múnich | Julian Nagelsmann (1-25)   | 24 de marzo de 2023      | Despedido          | 2.º                  | Thomas Tuchel         | 24 de marzo de 2023      |
| Stuttgart        | Bruno Labbadia (18-26)     | 3 de abril de 2023       | Despedido          | 18.º                 | Sebastian Hoeneß      | 3 de abril de 2023       |
| Hertha Berlín    | Sandro Schwarz (1-28)      | 16 de abril de 2023      | Despedido          | 18.º                 | Pál Dárdai            | 16 de abril de 2023      |

### Equipos por estados federados
| Región                      | N.º | Equipos                                                                                      |
| --------------------------- | --- | -------------------------------------------------------------------------------------------- |
| Renania del Norte-Westfalia | 6   | Bayer Leverkusen, Bochum, Borussia Dortmund, Borussia Mönchengladbach, Colonia, y Schalke 04 |
| Baden-Wurtemberg            | 3   | Hoffenheim, Friburgo y Stuttgart                                                             |
| Baviera                     | 2   | Augsburgo y Bayern de Múnich                                                                 |
| Berlín                      | 2   | Hertha Berlín y Unión Berlín                                                                 |
| Baja Sajonia                | 1   | Wolfsburgo                                                                                   |
| Bremen                      | 1   | Werder Bremen                                                                                |
| Hesse                       | 1   | Eintracht Fráncfort                                                                          |
| Sajonia                     | 1   | RB Leipzig                                                                                   |
| Renania-Palatinado          | 1   | Maguncia 05                                                                                  |

## Clasificación
| Pos. | Equipo                   | Pts. | PJ | G  | E  | P  | GF | GC | Dif. | Clasificación 2023-24                           |
| ---- | ------------------------ | ---- | -- | -- | -- | -- | -- | -- | ---- | ----------------------------------------------- |
| 1    | Bayern Múnich (C)        | 71   | 34 | 21 | 8  | 5  | 92 | 38 | +54  | Fase de grupos de la Liga de Campeones          |
| 2    | Borussia Dortmund        | 71   | 34 | 22 | 5  | 7  | 83 | 44 | +39  | Fase de grupos de la Liga de Campeones          |
| 3    | RB Leipzig               | 66   | 34 | 20 | 6  | 8  | 64 | 41 | +23  | Fase de grupos de la Liga de Campeones          |
| 4    | Unión Berlín             | 62   | 34 | 18 | 8  | 8  | 51 | 38 | +13  | Fase de grupos de la Liga de Campeones          |
| 5    | Friburgo                 | 59   | 34 | 17 | 8  | 9  | 51 | 44 | +7   | Fase de grupos de la Liga Europa                |
| 6    | Bayer Leverkusen         | 50   | 34 | 14 | 8  | 12 | 57 | 49 | +8   | Fase de grupos de la Liga Europa                |
| 7    | Eintracht Fráncfort      | 50   | 34 | 13 | 11 | 10 | 58 | 52 | +6   | Ronda de play-off de la Liga Europa Conferencia |
| 8    | Wolfsburgo               | 49   | 34 | 13 | 10 | 11 | 57 | 48 | +9   |                                                 |
| 9    | Maguncia 05              | 46   | 34 | 12 | 10 | 12 | 54 | 55 | −1   |                                                 |
| 10   | Borussia Mönchengladbach | 43   | 34 | 11 | 10 | 13 | 52 | 55 | −3   |                                                 |
| 11   | Colonia                  | 42   | 34 | 10 | 12 | 12 | 49 | 54 | −5   |                                                 |
| 12   | Hoffenheim               | 36   | 34 | 10 | 6  | 18 | 48 | 57 | −9   |                                                 |
| 13   | Werder Bremen            | 36   | 34 | 10 | 6  | 18 | 51 | 64 | −13  |                                                 |
| 14   | Bochum                   | 35   | 34 | 10 | 5  | 19 | 40 | 72 | −32  |                                                 |
| 15   | Augsburgo                | 34   | 34 | 9  | 7  | 18 | 42 | 63 | −21  |                                                 |
| 16   | Stuttgart (O)            | 33   | 34 | 7  | 12 | 15 | 45 | 57 | −12  | Play-offs de promoción de categoría             |
| 17   | Schalke 04 (D)           | 31   | 34 | 7  | 10 | 17 | 35 | 71 | −36  | Descenso de categoría                           |
| 18   | Hertha Berlín (D)        | 29   | 34 | 7  | 8  | 19 | 42 | 69 | −27  | Descenso de categoría                           |

 Fuente: DFB
Notas:
1. ↑  Debido a que el campeón de la Copa de Alemania 2022-23 (RB Leipzig) clasificó a la Liga de Campeones mediante su ubicación en la tabla de posiciones, el lugar que otorgó dicho torneo en la Liga Europa pasó al 6.° clasificado y por consiguiente, el cupo para la fase previa de la Liga Europa Conferencia pasó al 7.° clasificado.

## Evolución de la clasificación
| Equipo                   | 01 | 02 | 03 | 04 | 05 | 06 | 07 | 08 | 09 | 10 | 11 | 12 | 13 | 14 | 15 | 16 | 17 | 18 | 19 | 20 | 21 | 22 | 23 | 24 | 25 | 26 | 27 | 28 | 29 | 30 | 31 | 32 | 33 | 34 |
| ------------------------ | -- | -- | -- | -- | -- | -- | -- | -- | -- | -- | -- | -- | -- | -- | -- | -- | -- | -- | -- | -- | -- | -- | -- | -- | -- | -- | -- | -- | -- | -- | -- | -- | -- | -- |
| Bayern Múnich            | 1  | 1  | 1  | 1  | 3  | 3  | 5  | 3  | 3  | 2  | 2  | 2  | 1  | 1  | 1  | 1  | 1  | 1  | 1  | 1  | 1  | 1  | 1  | 1  | 2  | 1  | 1  | 1  | 2  | 1  | 1  | 1  | 2  | 1  |
| Borussia Dortmund        | 7  | 2  | 7  | 5  | 2  | 5  | 2  | 4  | 4  | 8  | 5  | 4  | 4  | 6  | 6  | 6  | 5  | 4  | 3  | 3  | 2  | 2  | 2  | 2  | 1  | 2  | 2  | 2  | 1  | 2  | 2  | 2  | 1  | 2  |
| RB Leipzig               | 10 | 11 | 11 | 9  | 11 | 10 | 12 | 11 | 11 | 10 | 8  | 6  | 6  | 5  | 3  | 5  | 3  | 3  | 4  | 5  | 5  | 4  | 4  | 3  | 5  | 5  | 4  | 4  | 5  | 5  | 3  | 3  | 3  | 3  |
| Unión Berlín             | 5  | 5  | 3  | 2  | 4  | 1  | 1  | 1  | 1  | 1  | 1  | 1  | 3  | 2  | 5  | 3  | 2  | 2  | 2  | 2  | 3  | 3  | 3  | 4  | 3  | 3  | 3  | 3  | 3  | 3  | 4  | 4  | 4  | 4  |
| Friburgo                 | 2  | 7  | 5  | 3  | 1  | 2  | 3  | 2  | 2  | 3  | 3  | 3  | 2  | 3  | 2  | 4  | 6  | 5  | 6  | 4  | 4  | 5  | 5  | 5  | 4  | 4  | 5  | 5  | 4  | 4  | 5  | 5  | 5  | 5  |
| Bayer Leverkusen         | 13 | 18 | 17 | 13 | 14 | 17 | 15 | 17 | 15 | 16 | 15 | 16 | 14 | 13 | 12 | 9  | 8  | 9  | 10 | 8  | 10 | 11 | 9  | 9  | 8  | 7  | 6  | 6  | 6  | 6  | 6  | 7  | 6  | 6  |
| Eintracht Fráncfort      | 18 | 16 | 15 | 11 | 10 | 11 | 7  | 6  | 8  | 5  | 4  | 5  | 5  | 4  | 4  | 2  | 4  | 6  | 5  | 6  | 6  | 6  | 6  | 6  | 6  | 6  | 7  | 7  | 9  | 9  | 9  | 8  | 8  | 7  |
| Wolfsburgo               | 9  | 15 | 14 | 15 | 17 | 16 | 17 | 13 | 13 | 13 | 14 | 12 | 11 | 8  | 7  | 7  | 7  | 7  | 7  | 7  | 7  | 7  | 7  | 8  | 7  | 9  | 9  | 9  | 8  | 7  | 7  | 6  | 7  | 8  |
| Maguncia 05              | 6  | 6  | 4  | 7  | 5  | 6  | 8  | 12 | 12 | 11 | 6  | 9  | 10 | 11 | 10 | 12 | 12 | 11 | 12 | 12 | 9  | 8  | 8  | 7  | 9  | 8  | 8  | 8  | 7  | 8  | 8  | 9  | 9  | 9  |
| Borussia Mönchengladbach | 3  | 3  | 2  | 6  | 9  | 8  | 6  | 9  | 6  | 6  | 9  | 11 | 8  | 9  | 8  | 8  | 9  | 8  | 9  | 10 | 8  | 10 | 10 | 10 | 10 | 10 | 10 | 10 | 10 | 10 | 10 | 11 | 11 | 10 |
| Colonia                  | 4  | 4  | 8  | 8  | 6  | 7  | 9  | 7  | 9  | 7  | 10 | 10 | 12 | 12 | 13 | 11 | 10 | 12 | 11 | 11 | 12 | 12 | 12 | 12 | 13 | 13 | 12 | 11 | 11 | 11 | 11 | 10 | 10 | 11 |
| Hoffenheim               | 15 | 8  | 6  | 4  | 7  | 4  | 4  | 5  | 7  | 4  | 7  | 7  | 9  | 10 | 11 | 13 | 13 | 13 | 14 | 14 | 15 | 16 | 16 | 18 | 15 | 15 | 14 | 13 | 14 | 14 | 14 | 14 | 13 | 12 |
| Werder Bremen            | 8  | 10 | 9  | 10 | 8  | 9  | 10 | 8  | 5  | 9  | 11 | 8  | 7  | 7  | 9  | 10 | 11 | 10 | 8  | 9  | 11 | 9  | 11 | 11 | 11 | 11 | 11 | 12 | 12 | 12 | 12 | 12 | 12 | 13 |
| Bochum                   | 12 | 17 | 18 | 18 | 18 | 18 | 18 | 18 | 18 | 18 | 17 | 17 | 17 | 17 | 17 | 14 | 16 | 16 | 15 | 15 | 16 | 17 | 18 | 14 | 14 | 14 | 15 | 15 | 15 | 16 | 17 | 15 | 16 | 14 |
| Augsburgo                | 17 | 9  | 10 | 14 | 16 | 13 | 11 | 10 | 10 | 12 | 12 | 13 | 13 | 14 | 14 | 15 | 14 | 14 | 13 | 13 | 13 | 13 | 13 | 13 | 12 | 12 | 13 | 14 | 13 | 13 | 13 | 13 | 14 | 15 |
| Stuttgart                | 11 | 12 | 12 | 12 | 12 | 14 | 16 | 16 | 17 | 14 | 16 | 15 | 16 | 15 | 16 | 16 | 15 | 15 | 16 | 17 | 14 | 15 | 15 | 16 | 18 | 18 | 16 | 16 | 16 | 15 | 16 | 17 | 15 | 16 |
| Schalke 04               | 16 | 13 | 13 | 16 | 15 | 12 | 14 | 15 | 16 | 17 | 18 | 18 | 18 | 18 | 18 | 18 | 18 | 18 | 18 | 18 | 18 | 18 | 17 | 17 | 17 | 17 | 18 | 17 | 17 | 17 | 15 | 16 | 17 | 17 |
| Hertha Berlín            | 14 | 14 | 16 | 17 | 13 | 15 | 13 | 14 | 14 | 15 | 13 | 14 | 15 | 16 | 15 | 17 | 17 | 17 | 17 | 16 | 17 | 14 | 14 | 15 | 16 | 16 | 17 | 18 | 18 | 18 | 18 | 18 | 18 | 18 |

## Resultados
- Los horarios corresponden al huso horario de Alemania (Hora central europea): UTC+1 en horario estándar y UTC+2 en horario de verano.

### Primera vuelta
| Eintracht Fráncfort      | 1 - 6 | Bayern Múnich    | Deutsche Bank Park             | 5 de agosto | 20:30 |
| Unión Berlín             | 3 - 1 | Hertha Berlín    | Stadion An der Alten Försterei | 6 de agosto | 15:30 |
| Borussia Mönchengladbach | 3 - 1 | Hoffenheim       | Borussia-Park                  | 6 de agosto | 15:30 |
| Wolfsburgo               | 2 - 2 | Werder Bremen    | Volkswagen-Arena               | 6 de agosto | 15:30 |
| Bochum                   | 1 - 2 | Maguncia 05      | Vonovia Ruhrstadion            | 6 de agosto | 15:30 |
| Augsburgo                | 0 - 4 | Friburgo         | WWK Arena                      | 6 de agosto | 15:30 |
| Borussia Dortmund        | 1 - 0 | Bayer Leverkusen | Signal Iduna Park              | 6 de agosto | 18:30 |
| Stuttgart                | 1 - 1 | RB Leipzig       | Mercedes-Benz Arena            | 7 de agosto | 15:30 |
| Colonia                  | 3 - 1 | Schalke 04       | RheinEnergieStadion            | 7 de agosto | 17:30 |

| Friburgo         | 1 - 3 | Borussia Dortmund        | Europa-Park Stadion     | 12 de agosto | 20:30 |
| Bayer Leverkusen | 1 - 2 | Augsburgo                | BayArena                | 13 de agosto | 15:30 |
| RB Leipzig       | 2 - 2 | Colonia                  | Red Bull Arena          | 13 de agosto | 15:30 |
| Hoffenheim       | 3 - 2 | Bochum                   | PreZero Arena           | 13 de agosto | 15:30 |
| Hertha Berlín    | 1 - 1 | Eintracht Fráncfort      | Olímpico de Berlín      | 13 de agosto | 15:30 |
| Werder Bremen    | 2 - 2 | Stuttgart                | Wohninvest Weserstadion | 13 de agosto | 15:30 |
| Schalke 04       | 2 - 2 | Borussia Mönchengladbach | Veltins-Arena           | 13 de agosto | 18:30 |
| Maguncia 05      | 0 - 0 | Unión Berlín             | Mewa Arena              | 14 de agosto | 15:30 |
| Bayern Múnich    | 2 - 0 | Wolfsburgo               | Allianz Arena           | 14 de agosto | 17:30 |

| Borussia Mönchengladbach | 1 - 0 | Hertha Berlín | Borussia-Park                  | 19 de agosto | 20:30 |
| Borussia Dortmund        | 2 - 3 | Werder Bremen | Signal Iduna Park              | 20 de agosto | 15:30 |
| Bayer Leverkusen         | 0 - 3 | Hoffenheim    | BayArena                       | 20 de agosto | 15:30 |
| Wolfsburgo               | 0 - 0 | Schalke 04    | Volkswagen-Arena               | 20 de agosto | 15:30 |
| Augsburgo                | 1 - 2 | Maguncia 05   | WWK Arena                      | 20 de agosto | 15:30 |
| Stuttgart                | 0 - 1 | Friburgo      | Mercedes-Benz Arena            | 20 de agosto | 15:30 |
| Unión Berlín             | 2 - 1 | RB Leipzig    | Stadion An der Alten Försterei | 20 de agosto | 18:30 |
| Eintracht Fráncfort      | 1 - 1 | Colonia       | Deutsche Bank Park             | 21 de agosto | 15:30 |
| Bochum                   | 0 - 7 | Bayern Múnich | Vonovia Ruhrstadion            | 21 de agosto | 17:30 |

| Friburgo      | 1 - 0                                                                                                   | Bochum                   | Europa-Park Stadion     | 26 de agosto | 20:30 |
| RB Leipzig    | 2 - 0                                                                                                   | Wolfsburgo               | Red Bull Arena          | 27 de agosto | 15:30 |
| Maguncia 05   | 0 - 3                                                                                                   | Bayer Leverkusen         | Mewa Arena              | 27 de agosto | 15:30 |
| Hoffenheim    | 1 - 0                                                                                                   | Augsburgo                | PreZero Arena           | 27 de agosto | 15:30 |
| Hertha Berlín | 0 - 1                                                                                                   | Borussia Dortmund        | Olímpico de Berlín      | 27 de agosto | 15:30 |
| Schalke 04    | 1 - 6 (enlace roto disponible en Internet Archive; véase el historial, la primera versión y la última). | Unión Berlín             | Veltins-Arena           | 27 de agosto | 15:30 |
| Bayern Múnich | 1 - 1                                                                                                   | Borussia Mönchengladbach | Allianz Arena           | 27 de agosto | 18:30 |
| Colonia       | 0 - 0                                                                                                   | Stuttgart                | RheinEnergieStadion     | 28 de agosto | 15:30 |
| Werder Bremen | 3 - 4                                                                                                   | Eintracht Fráncfort      | Wohninvest Weserstadion | 28 de agosto | 17:30 |

| Borussia Dortmund        | 1 - 0 | Hoffenheim    | Signal Iduna Park              | 2 de septiembre | 20:30 |
| Bayer Leverkusen         | 2 - 3 | Friburgo      | BayArena                       | 3 de septiembre | 15:30 |
| Unión Berlín             | 1 - 1 | Bayern Múnich | Stadion An der Alten Försterei | 3 de septiembre | 15:30 |
| Wolfsburgo               | 2 - 4 | Colonia       | Volkswagen-Arena               | 3 de septiembre | 15:30 |
| Bochum                   | 0 - 2 | Werder Bremen | Vonovia Ruhrstadion            | 3 de septiembre | 15:30 |
| Stuttgart                | 1 - 1 | Schalke 04    | Mercedes-Benz Arena            | 3 de septiembre | 15:30 |
| Eintracht Fráncfort      | 4 - 0 | RB Leipzig    | Deutsche Bank Park             | 3 de septiembre | 18:30 |
| Augsburgo                | 0 - 2 | Hertha Berlín | WWK Arena                      | 4 de septiembre | 15:30 |
| Borussia Mönchengladbach | 0 - 1 | Maguncia 05   | Borussia-Park                  | 4 de septiembre | 17:30 |

| Werder Bremen       | 0 - 1 | Augsburgo                | Wohninvest Weserstadion | 9 de septiembre  | 20:30 |
| Bayern Múnich       | 2 - 2 | Stuttgart                | Allianz Arena           | 10 de septiembre | 15:30 |
| RB Leipzig          | 3 - 0 | Borussia Dortmund        | Red Bull Arena          | 10 de septiembre | 15:30 |
| Hoffenheim          | 4 - 1 | Maguncia 05              | PreZero Arena           | 10 de septiembre | 15:30 |
| Eintracht Fráncfort | 0 - 1 | Wolfsburgo               | Deutsche Bank Park      | 10 de septiembre | 15:30 |
| Hertha Berlín       | 2 - 2 | Bayer Leverkusen         | Olímpico de Berlín      | 10 de septiembre | 15:30 |
| Schalke 04          | 3 - 1 | Bochum                   | Veltins-Arena           | 10 de septiembre | 18:30 |
| Colonia             | 0 - 1 | Unión Berlín             | RheinEnergieStadion     | 11 de septiembre | 15:30 |
| Friburgo            | 0 - 0 | Borussia Mönchengladbach | Europa-Park Stadion     | 11 de septiembre | 17:30 |

| Maguncia 05              | 1 - 1 | Hertha Berlín       | Mewa Arena                     | 16 de septiembre | 20:30 |
| Augsburgo                | 1 - 0 | Bayern Múnich       | WWK Arena                      | 17 de septiembre | 15:30 |
| Bayer Leverkusen         | 1 - 1 | Werder Bremen       | BayArena                       | 17 de septiembre | 15:30 |
| Stuttgart                | 1 - 3 | Eintracht Fráncfort | Mercedes-Benz Arena            | 17 de septiembre | 15:30 |
| Borussia Dortmund        | 1 - 0 | Schalke 04          | Signal Iduna Park              | 17 de septiembre | 15:30 |
| Borussia Mönchengladbach | 3 - 0 | RB Leipzig          | Borussia-Park                  | 17 de septiembre | 18:30 |
| Unión Berlín             | 2 - 0 | Wolfsburgo          | Stadion An der Alten Försterei | 18 de septiembre | 15:30 |
| Bochum                   | 1 - 1 | Colonia             | Vonovia Ruhrstadion            | 18 de septiembre | 17:30 |
| Hoffenheim               | 0 - 0 | Friburgo            | PreZero Arena                  | 18 de septiembre | 19:30 |

| Bayern Múnich       | 4 - 0 | Bayer Leverkusen         | Allianz Arena           | 30 de septiembre | 20:30 |
| RB Leipzig          | 4 - 0 | Bochum                   | Red Bull Arena          | 1 de octubre     | 15:30 |
| Friburgo            | 2 - 1 | Maguncia 05              | Europa-Park Stadion     | 1 de octubre     | 15:30 |
| Colonia             | 3 - 2 | Borussia Dortmund        | RheinEnergieStadion     | 1 de octubre     | 15:30 |
| Eintracht Fráncfort | 2 - 0 | Unión Berlín             | Deutsche Bank Park      | 1 de octubre     | 15:30 |
| Wolfsburgo          | 3 - 2 | Stuttgart                | Volkswagen-Arena        | 1 de octubre     | 15:30 |
| Werder Bremen       | 5 - 1 | Borussia Mönchengladbach | Wohninvest Weserstadion | 1 de octubre     | 18:30 |
| Hertha Berlín       | 1 - 1 | Hoffenheim               | Olímpico de Berlín      | 2 de octubre     | 15:30 |
| Schalke 04          | 2 - 3 | Augsburgo                | Veltins-Arena           | 2 de octubre     | 17:30 |

| Hoffenheim               | 1 - 2 | Werder Bremen       | PreZero Arena       | 7 de octubre | 20:30 |
| Bayer Leverkusen         | 4 - 0 | Schalke 04          | BayArena            | 8 de octubre | 15:30 |
| Maguncia 05              | 1 - 1 | RB Leipzig          | Mewa Arena          | 8 de octubre | 15:30 |
| Bochum                   | 3 - 0 | Eintracht Fráncfort | Vonovia Ruhrstadion | 8 de octubre | 15:30 |
| Augsburgo                | 1 - 1 | Wolfsburgo          | WWK Arena           | 8 de octubre | 15:30 |
| Borussia Dortmund        | 2 - 2 | Bayern Múnich       | Signal Iduna Park   | 8 de octubre | 18:30 |
| Borussia Mönchengladbach | 5 - 2 | Colonia             | Borussia-Park       | 9 de octubre | 15:30 |
| Hertha Berlín            | 2 - 2 | Friburgo            | Olímpico de Berlín  | 9 de octubre | 17:30 |
| Stuttgart                | 0 - 1 | Unión Berlín        | Mercedes-Benz Arena | 9 de octubre | 19:30 |

| Schalke 04          | 0 - 3 | Hoffenheim               | Veltins-Arena                  | 14 de octubre | 20:30 |
| Eintracht Fráncfort | 5 - 1 | Bayer Leverkusen         | Deutsche Bank Park             | 15 de octubre | 15:30 |
| Wolfsburgo          | 2 - 2 | Borussia Mönchengladbach | Volkswagen Arena               | 15 de octubre | 15:30 |
| Stuttgart           | 4 - 1 | Bochum                   | Mercedes-Benz Arena            | 15 de octubre | 15:30 |
| Werder Bremen       | 0 - 2 | Maguncia 05              | Wohninvest Weserstadion        | 15 de octubre | 15:30 |
| RB Leipzig          | 3 - 2 | Hertha Berlín            | Red Bull Arena                 | 15 de octubre | 18:30 |
| Colonia             | 3 - 2 | Augsburgo                | RheinEnergieStadion            | 16 de octubre | 15:30 |
| Unión Berlín        | 2 - 0 | Borussia Dortmund        | Stadion An der Alten Försterei | 16 de octubre | 17:30 |
| Bayern Múnich       | 5 - 0 | Friburgo                 | Allianz-Arena                  | 16 de octubre | 19:30 |

| Maguncia 05              | 5 - 0 | Colonia             | Mewa Arena          | 21 de octubre | 20:30 |
| Borussia Dortmund        | 5 - 0 | Stuttgart           | Signal Iduna Park   | 22 de octubre | 15:30 |
| Bayer Leverkusen         | 2 - 2 | Wolfsburgo          | BayArena            | 22 de octubre | 15:30 |
| Friburgo                 | 2 - 0 | Werder Bremen       | Europa-Park Stadion | 22 de octubre | 15:30 |
| Hoffenheim               | 0 - 2 | Bayern Múnich       | PreZero Arena       | 22 de octubre | 15:30 |
| Augsburgo                | 3 - 3 | RB Leipzig          | WWK Arena           | 22 de octubre | 15:30 |
| Borussia Mönchengladbach | 1 - 3 | Eintracht Fráncfort | Borussia-Park       | 22 de octubre | 18:30 |
| Bochum                   | 2 - 1 | Unión Berlín        | Vonovia Ruhrstadion | 23 de octubre | 15:30 |
| Hertha Berlín            | 2 - 1 | Schalke 04          | Olímpico de Berlín  | 23 de octubre | 17:30 |

| Werder Bremen       | 1 - 0 | Hertha Berlín            | Wohninvest Weserstadion        | 28 de octubre | 20:30 |
| Bayern Múnich       | 6 - 2 | Maguncia 05              | Allianz-Arena                  | 29 de octubre | 15:30 |
| RB Leipzig          | 2 - 0 | Bayer Leverkusen         | Red Bull Arena                 | 29 de octubre | 15:30 |
| Wolfsburgo          | 4 - 0 | Bochum                   | Volkswagen Arena               | 29 de octubre | 15:30 |
| Stuttgart           | 2 - 1 | Augsburgo                | Mercedes-Benz Arena            | 29 de octubre | 15:30 |
| Eintracht Fráncfort | 1 - 2 | Borussia Dortmund        | Deutsche Bank Park             | 29 de octubre | 18:30 |
| Unión Berlín        | 2 - 1 | Borussia Mönchengladbach | Stadion An der Alten Försterei | 30 de octubre | 15:30 |
| Schalke 04          | 0 - 2 | Friburgo                 | Veltins-Arena                  | 30 de octubre | 17:30 |
| Colonia             | 1 - 1 | Hoffenheim               | RheinEnergieStadion            | 30 de octubre | 19:30 |

| Borussia Mönchengladbach | 3 - 1 | Stuttgart           | Borussia-Park           | 4 de noviembre | 20:30 |
| Borussia Dortmund        | 3 - 0 | Bochum              | Signal Iduna Park       | 5 de noviembre | 15:30 |
| Maguncia 05              | 0 - 3 | Wolfsburgo          | Mewa Arena              | 5 de noviembre | 15:30 |
| Hoffenheim               | 1 - 3 | RB Leipzig          | PreZero Arena           | 5 de noviembre | 15:30 |
| Augsburgo                | 1 - 2 | Eintracht Fráncfort | WWK Arena               | 5 de noviembre | 15:30 |
| Hertha Berlín            | 2 - 3 | Bayern Múnich       | Olímpico de Berlín      | 5 de noviembre | 15:30 |
| Werder Bremen            | 2 - 1 | Schalke 04          | Wohninvest Weserstadion | 5 de noviembre | 18:30 |
| Bayer Leverkusen         | 5 - 0 | Unión Berlín        | BayArena                | 6 de noviembre | 15:30 |
| Friburgo                 | 2 - 0 | Colonia             | Europa-Park Stadion     | 6 de noviembre | 17:30 |

| Wolfsburgo          | 2 - 0 | Borussia Dortmund        | Volkswagen Arena               | 8 de noviembre | 18:30 |
| Bayern Múnich       | 6 - 1 | Werder Bremen            | Allianz Arena                  | 8 de noviembre | 20:30 |
| Bochum              | 2 - 1 | Borussia Mönchengladbach | Vonovia Ruhrstadion            | 8 de noviembre | 20:30 |
| Stuttgart           | 2 - 1 | Hertha Berlín            | Mercedes-Benz Arena            | 8 de noviembre | 20:30 |
| Colonia             | 1 - 2 | Bayer Leverkusen         | RheinEnergieStadion            | 9 de noviembre | 18:30 |
| RB Leipzig          | 3 - 1 | Friburgo                 | Red Bull Arena                 | 9 de noviembre | 20:30 |
| Unión Berlín        | 2 - 2 | Augsburgo                | Stadion An der Alten Försterei | 9 de noviembre | 20:30 |
| Eintracht Fráncfort | 4 - 2 | Hoffenheim               | Deutsche Bank Park             | 9 de noviembre | 20:30 |
| Schalke 04          | 1 - 0 | Maguncia 05              | Veltins-Arena                  | 9 de noviembre | 20:30 |

| Borussia Mönchengladbach | 4 - 2 | Borussia Dortmund   | Borussia-Park           | 11 de noviembre | 20:30 |
| Bayer Leverkusen         | 2 - 0 | Stuttgart           | BayArena                | 12 de noviembre | 15:30 |
| Hoffenheim               | 1 - 2 | Wolfsburgo          | PreZero Arena           | 12 de noviembre | 15:30 |
| Augsburgo                | 0 - 1 | Bochum              | WWK Arena               | 12 de noviembre | 15:30 |
| Hertha Berlín            | 2 - 0 | Colonia             | Olímpico de Berlín      | 12 de noviembre | 15:30 |
| Werder Bremen            | 1 - 2 | RB Leipzig          | Wohninvest Weserstadion | 12 de noviembre | 15:30 |
| Schalke 04               | 0 - 2 | Bayern Múnich       | Veltins-Arena           | 12 de noviembre | 18:30 |
| Maguncia 05              | 1 - 1 | Eintracht Fráncfort | Mewa Arena              | 13 de noviembre | 15:30 |
| Friburgo                 | 4 - 1 | Unión Berlín        | Europa-Park Stadion     | 13 de noviembre | 17:30 |

| RB Leipzig               | 1 - 1 | Bayern Múnich    | Red Bull Arena                 | 20 de enero | 20:30 |
| Unión Berlín             | 3 - 1 | Hoffenheim       | Stadion An der Alten Försterei | 21 de enero | 15:30 |
| Eintracht Fráncfort      | 3 - 0 | Schalke 04       | Deutsche Bank Park             | 21 de enero | 15:30 |
| Wolfsburgo               | 6 - 0 | Friburgo         | Volkswagen-Arena               | 21 de enero | 15:30 |
| Bochum                   | 3 - 1 | Hertha Berlín    | Vonovia Ruhrstadion            | 21 de enero | 15:30 |
| Stuttgart                | 1 - 1 | Maguncia 05      | Mercedes-Benz Arena            | 21 de enero | 15:30 |
| Colonia                  | 7 - 1 | Werder Bremen    | RheinEnergieStadion            | 21 de enero | 18:30 |
| Borussia Dortmund        | 4 - 3 | Augsburgo        | Signal Iduna Park              | 22 de enero | 15:30 |
| Borussia Mönchengladbach | 2 - 3 | Bayer Leverkusen | Borussia-Park                  | 22 de enero | 17:30 |

| Schalke 04       | 1 - 6 | RB Leipzig               | Veltins-Arena           | 24 de enero | 18:30 |
| Bayern Múnich    | 1 - 1 | Colonia                  | Allianz Arena           | 24 de enero | 20:30 |
| Hoffenheim       | 2 - 2 | Stuttgart                | PreZero Arena           | 24 de enero | 20:30 |
| Hertha Berlín    | 0 - 5 | Wolfsburgo               | Olímpico de Berlín      | 24 de enero | 20:30 |
| Maguncia 05      | 1 - 2 | Borussia Dortmund        | Mewa Arena              | 25 de enero | 18:30 |
| Bayer Leverkusen | 2 - 0 | Bochum                   | BayArena                | 25 de enero | 20:30 |
| Friburgo         | 1 - 1 | Eintracht Fráncfort      | Europa-Park Stadion     | 25 de enero | 20:30 |
| Augsburgo        | 1 - 0 | Borussia Mönchengladbach | WWK Arena               | 25 de enero | 20:30 |
| Werder Bremen    | 1 - 2 | Unión Berlín             | Wohninvest Weserstadion | 25 de enero | 20:30 |

### Segunda vuelta
| RB Leipzig       | 2 - 1 | Stuttgart                | Red Bull Arena          | 27 de enero | 20:30 |
| Friburgo         | 3 - 1 | Augsburgo                | Europa-Park Stadion     | 28 de enero | 15:30 |
| Maguncia 05      | 5 - 2 | Bochum                   | Mewa Arena              | 28 de enero | 15:30 |
| Hoffenheim       | 1 - 4 | Borussia Mönchengladbach | PreZero Arena           | 28 de enero | 15:30 |
| Hertha Berlín    | 0 - 2 | Unión Berlín             | Olímpico de Berlín      | 28 de enero | 15:30 |
| Werder Bremen    | 2 - 1 | Wolfsburgo               | Wohninvest Weserstadion | 28 de enero | 15:30 |
| Bayern Múnich    | 1 - 1 | Eintracht Fráncfort      | Allianz Arena           | 28 de enero | 18:30 |
| Schalke 04       | 0 - 0 | Colonia                  | Veltins-Arena           | 29 de enero | 15:30 |
| Bayer Leverkusen | 0 - 2 | Borussia Dortmund        | BayArena                | 29 de enero | 17:30 |

| Augsburgo                | 1 - 0 | Bayer Leverkusen | WWK Arena                      | 3 de febrero | 20:30 |
| Borussia Dortmund        | 5 - 1 | Friburgo         | Signal Iduna Park              | 4 de febrero | 15:30 |
| Unión Berlín             | 2 - 1 | Maguncia 05      | Stadion An der Alten Försterei | 4 de febrero | 15:30 |
| Colonia                  | 0 - 0 | RB Leipzig       | RheinEnergieStadion            | 4 de febrero | 15:30 |
| Eintracht Fráncfort      | 3 - 0 | Hertha Berlín    | Deutsche Bank Park             | 4 de febrero | 15:30 |
| Bochum                   | 5 - 2 | Hoffenheim       | Vonovia Ruhrstadion            | 4 de febrero | 15:30 |
| Borussia Mönchengladbach | 0 - 0 | Schalke 04       | Borussia-Park                  | 4 de febrero | 18:30 |
| Stuttgart                | 0 - 2 | Werder Bremen    | Mercedes-Benz Arena            | 5 de febrero | 15:30 |
| Wolfsburgo               | 2 - 4 | Bayern Múnich    | Volkswagen-Arena               | 5 de febrero | 17:30 |

| Schalke 04    | 0 - 0 | Wolfsburgo               | Veltins-Arena           | 10 de febrero | 20:30 |
| Bayern Múnich | 3 - 0 | Bochum                   | Allianz Arena           | 11 de febrero | 15:30 |
| Friburgo      | 2 - 1 | Stuttgart                | Europa-Park Stadion     | 11 de febrero | 15:30 |
| Maguncia 05   | 3 - 1 | Augsburgo                | Mewa Arena              | 11 de febrero | 15:30 |
| Hoffenheim    | 1 - 3 | Bayer Leverkusen         | PreZero Arena           | 11 de febrero | 15:30 |
| Werder Bremen | 0 - 2 | Borussia Dortmund        | Wohninvest Weserstadion | 11 de febrero | 15:30 |
| RB Leipzig    | 1 - 2 | Unión Berlín             | Red Bull Arena          | 11 de febrero | 18:30 |
| Hertha Berlín | 4 - 1 | Borussia Mönchengladbach | Olímpico de Berlín      | 12 de febrero | 15:30 |
| Colonia       | 3 - 0 | Eintracht Fráncfort      | RheinEnergieStadion     | 12 de febrero | 17:30 |

| Augsburgo                | 1 - 0 | Hoffenheim    | WWK Arena                      | 17 de febrero | 20:30 |
| Borussia Mönchengladbach | 3 - 2 | Bayern Múnich | Borussia-Park                  | 18 de febrero | 15:30 |
| Wolfsburgo               | 0 - 3 | RB Leipzig    | Volkswagen-Arena               | 18 de febrero | 15:30 |
| Bochum                   | 0 - 2 | Friburgo      | Vonovia Ruhrstadion            | 18 de febrero | 15:30 |
| Stuttgart                | 3 - 0 | Colonia       | Mercedes-Benz Arena            | 18 de febrero | 15:30 |
| Eintracht Fráncfort      | 2 - 0 | Werder Bremen | Deutsche Bank Park             | 18 de febrero | 18:30 |
| Unión Berlín             | 0 - 0 | Schalke 04    | Stadion An der Alten Försterei | 19 de febrero | 15:30 |
| Borussia Dortmund        | 4 - 1 | Hertha Berlín | Signal Iduna Park              | 19 de febrero | 17:30 |
| Bayer Leverkusen         | 2 - 3 | Maguncia 05   | BayArena                       | 19 de febrero | 19:30 |

| Maguncia 05   | 4 - 0 | Borussia Mönchengladbach | Mewa Arena              | 24 de febrero | 20:30 |
| RB Leipzig    | 2 - 1 | Eintracht Fráncfort      | Red Bull Arena          | 25 de febrero | 15:30 |
| Colonia       | 0 - 2 | Wolfsburgo               | RheinEnergieStadion     | 25 de febrero | 15:30 |
| Hoffenheim    | 0 - 1 | Borussia Dortmund        | PreZero Arena           | 25 de febrero | 15:30 |
| Hertha Berlín | 2 - 0 | Augsburgo                | Olímpico de Berlín      | 25 de febrero | 15:30 |
| Werder Bremen | 3 - 0 | Bochum                   | Wohninvest Weserstadion | 25 de febrero | 15:30 |
| Schalke 04    | 2 - 1 | Stuttgart                | Veltins-Arena           | 25 de febrero | 18:30 |
| Friburgo      | 1 - 1 | Bayer Leverkusen         | Europa-Park Stadion     | 26 de febrero | 15:30 |
| Bayern Múnich | 3 - 0 | Unión Berlín             | Allianz Arena           | 26 de febrero | 17:30 |

| Borussia Dortmund        | 2 - 1 | RB Leipzig          | Signal Iduna Park              | 3 de marzo | 20:30 |
| Unión Berlín             | 0 - 0 | Colonia             | Stadion An der Alten Försterei | 4 de marzo | 15:30 |
| Maguncia 05              | 1 - 0 | Hoffenheim          | Mewa Arena                     | 4 de marzo | 15:30 |
| Borussia Mönchengladbach | 0 - 0 | Friburgo            | Borussia-Park                  | 4 de marzo | 15:30 |
| Bochum                   | 0 - 2 | Schalke 04          | Vonovia Ruhrstadion            | 4 de marzo | 15:30 |
| Augsburgo                | 2 - 1 | Werder Bremen       | WWK Arena                      | 4 de marzo | 15:30 |
| Stuttgart                | 1 - 2 | Bayern Múnich       | Mercedes-Benz Arena            | 4 de marzo | 18:30 |
| Bayer Leverkusen         | 4 - 1 | Hertha Berlín       | BayArena                       | 5 de marzo | 15:30 |
| Wolfsburgo               | 2 - 2 | Eintracht Fráncfort | Volkswagen-Arena               | 5 de marzo | 17:30 |

| Colonia             | 0 - 2 | Bochum                   | RheinEnergieStadion     | 10 de marzo | 20:30 |
| Bayern Múnich       | 5 - 3 | Augsburgo                | Allianz Arena           | 11 de marzo | 15:30 |
| RB Leipzig          | 3 - 0 | Borussia Mönchengladbach | Red Bull Arena          | 11 de marzo | 15:30 |
| Eintracht Fráncfort | 1 - 1 | Stuttgart                | Deutsche Bank Park      | 11 de marzo | 15:30 |
| Hertha Berlín       | 1 - 1 | Maguncia 05              | Olímpico de Berlín      | 11 de marzo | 15:30 |
| Schalke 04          | 2 - 2 | Borussia Dortmund        | Veltins-Arena           | 11 de marzo | 18:30 |
| Friburgo            | 2 - 1 | Hoffenheim               | Europa-Park Stadion     | 12 de marzo | 15:30 |
| Werder Bremen       | 2 - 3 | Bayer Leverkusen         | Wohninvest Weserstadion | 12 de marzo | 17:30 |
| Wolfsburgo          | 1 - 1 | Unión Berlín             | Volkswagen-Arena        | 12 de marzo | 19:30 |

| Borussia Mönchengladbach | 2 - 2 | Werder Bremen       | Borussia-Park                  | 17 de marzo | 20:30 |
| Hoffenheim               | 3 - 1 | Hertha Berlín       | PreZero Arena                  | 18 de marzo | 15:30 |
| Bochum                   | 1 - 0 | RB Leipzig          | Vonovia Ruhrstadion            | 18 de marzo | 15:30 |
| Augsburgo                | 1 - 1 | Schalke 04          | WWK Arena                      | 18 de marzo | 15:30 |
| Stuttgart                | 0 - 1 | Wolfsburgo          | Mercedes-Benz Arena            | 18 de marzo | 15:30 |
| Borussia Dortmund        | 6 - 1 | Colonia             | Signal Iduna Park              | 18 de marzo | 18:30 |
| Unión Berlín             | 2 - 0 | Eintracht Fráncfort | Stadion An der Alten Försterei | 19 de marzo | 15:30 |
| Bayer Leverkusen         | 2 - 1 | Bayern Múnich       | BayArena                       | 19 de marzo | 17:30 |
| Maguncia 05              | 1 - 1 | Friburgo            | Mewa Arena                     | 19 de marzo | 19:30 |

| Eintracht Fráncfort | 1 - 1 | Bochum                   | Deutsche Bank Park             | 31 de marzo | 20:30 |
| RB Leipzig          | 0 - 3 | Maguncia 05              | Red Bull Arena                 | 1 de abril  | 15:30 |
| Unión Berlín        | 3 - 0 | Stuttgart                | Stadion An der Alten Försterei | 1 de abril  | 15:30 |
| Friburgo            | 1 - 1 | Hertha Berlín            | Europa-Park Stadion            | 1 de abril  | 15:30 |
| Wolfsburgo          | 2 - 2 | Augsburgo                | Volkswagen-Arena               | 1 de abril  | 15:30 |
| Schalke 04          | 0 - 3 | Bayer Leverkusen         | Veltins-Arena                  | 1 de abril  | 15:30 |
| Bayern Múnich       | 4 - 2 | Borussia Dortmund        | Allianz Arena                  | 1 de abril  | 18:30 |
| Colonia             | 0 - 0 | Borussia Mönchengladbach | RheinEnergieStadion            | 2 de abril  | 15:30 |
| Werder Bremen       | 1 - 2 | Hoffenheim               | Wohninvest Weserstadion        | 2 de abril  | 17:30 |

| Borussia Dortmund        | 2 - 1 | Unión Berlín        | Signal Iduna Park   | 8 de abril | 15:30 |
| Bayer Leverkusen         | 3 - 1 | Eintracht Fráncfort | BayArena            | 8 de abril | 15:30 |
| Friburgo                 | 0 - 1 | Bayern Múnich       | Europa-Park Stadion | 8 de abril | 15:30 |
| Maguncia 05              | 2 - 2 | Werder Bremen       | Mewa Arena          | 8 de abril | 15:30 |
| Augsburgo                | 1 - 3 | Colonia             | WWK Arena           | 8 de abril | 15:30 |
| Hertha Berlín            | 0 - 1 | RB Leipzig          | Olímpico de Berlín  | 8 de abril | 18:30 |
| Borussia Mönchengladbach | 2 - 0 | Wolfsburgo          | Borussia-Park       | 9 de abril | 15:30 |
| Bochum                   | 2 - 3 | Stuttgart           | Vonovia Ruhrstadion | 9 de abril | 17:30 |
| Hoffenheim               | 2 - 0 | Schalke 04          | PreZero Arena       | 9 de abril | 19:30 |

| Schalke 04          | 5 - 2 | Hertha Berlín            | Veltins-Arena                  | 14 de abril | 20:30 |
| Bayern Múnich       | 1 - 1 | Hoffenheim               | Allianz Arena                  | 15 de abril | 15:30 |
| RB Leipzig          | 3 - 2 | Augsburgo                | Red Bull Arena                 | 15 de abril | 15:30 |
| Colonia             | 1 - 1 | Maguncia 05              | RheinEnergieStadion            | 15 de abril | 15:30 |
| Stuttgart           | 3 - 3 | Borussia Dortmund        | Mercedes-Benz Arena            | 15 de abril | 15:30 |
| Eintracht Fráncfort | 1 - 1 | Borussia Mönchengladbach | Deutsche Bank Park             | 15 de abril | 18:30 |
| Werder Bremen       | 1 - 2 | Friburgo                 | Wohninvest Weserstadion        | 16 de abril | 15:30 |
| Unión Berlín        | 1 - 1 | Bochum                   | Stadion An der Alten Försterei | 16 de abril | 17:30 |
| Wolfsburgo          | 0 - 0 | Bayer Leverkusen         | Volkswagen-Arena               | 16 de abril | 19:30 |

| Augsburgo                | 1 - 1 | Stuttgart           | WWK Arena           | 21 de abril | 20:30 |
| Maguncia 05              | 3 - 1 | Bayern Múnich       | Mewa Arena          | 22 de abril | 15:30 |
| Hoffenheim               | 1 - 3 | Colonia             | PreZero Arena       | 22 de abril | 15:30 |
| Bochum                   | 1 - 5 | Wolfsburgo          | Vonovia Ruhrstadion | 22 de abril | 15:30 |
| Hertha Berlín            | 2 - 4 | Werder Bremen       | Olímpico de Berlín  | 22 de abril | 15:30 |
| Borussia Dortmund        | 4 - 0 | Eintracht Fráncfort | Signal Iduna Park   | 22 de abril | 18:30 |
| Friburgo                 | 4 - 0 | Schalke 04          | Europa-Park Stadion | 23 de abril | 15:30 |
| Bayer Leverkusen         | 2 - 0 | RB Leipzig          | BayArena            | 23 de abril | 17:30 |
| Borussia Mönchengladbach | 0 - 1 | Unión Berlín        | Borussia-Park       | 23 de abril | 19:30 |

| Bochum              | 1 - 1 | Borussia Dortmund        | Vonovia Ruhrstadion            | 28 de abril | 20:30 |
| RB Leipzig          | 1 - 0 | Hoffenheim               | Red Bull Arena                 | 29 de abril | 15:30 |
| Unión Berlín        | 0 - 0 | Bayer Leverkusen         | Stadion An der Alten Försterei | 29 de abril | 15:30 |
| Colonia             | 0 - 1 | Friburgo                 | RheinEnergieStadion            | 29 de abril | 15:30 |
| Eintracht Fráncfort | 1 - 1 | Augsburgo                | Deutsche Bank Park             | 29 de abril | 15:30 |
| Stuttgart           | 2 - 1 | Borussia Mönchengladbach | Mercedes-Benz Arena            | 29 de abril | 15:30 |
| Schalke 04          | 2 - 1 | Werder Bremen            | Veltins-Arena                  | 29 de abril | 18:30 |
| Bayern Múnich       | 2 - 0 | Hertha Berlín            | Allianz Arena                  | 30 de abril | 15:30 |
| Wolfsburgo          | 3 - 0 | Maguncia 05              | Volkswagen-Arena               | 30 de abril | 17:30 |

| Bayer Leverkusen         | 1 - 2 | Colonia             | BayArena                | 5 de mayo | 20:30 |
| Maguncia 05              | 2 - 3 | Schalke 04          | Mewa Arena              | 5 de mayo | 20:30 |
| Friburgo                 | 0 - 1 | RB Leipzig          | Europa-Park Stadion     | 6 de mayo | 15:30 |
| Hoffenheim               | 3 - 1 | Eintracht Fráncfort | PreZero Arena           | 6 de mayo | 15:30 |
| Borussia Mönchengladbach | 2 - 0 | Bochum              | Borussia-Park           | 6 de mayo | 15:30 |
| Augsburgo                | 1 - 0 | Unión Berlín        | WWK Arena               | 6 de mayo | 15:30 |
| Hertha Berlín            | 2 - 1 | Stuttgart           | Olímpico de Berlín      | 6 de mayo | 15:30 |
| Werder Bremen            | 1 - 2 | Bayern Múnich       | Wohninvest Weserstadion | 6 de mayo | 18:30 |
| Borussia Dortmund        | 6 - 0 | Wolfsburgo          | Signal Iduna Park       | 7 de mayo | 17:30 |

| Colonia             | 5 - 2 | Hertha Berlín            | RheinEnergieStadion            | 12 de mayo | 20:30 |
| Bayern Múnich       | 6 - 0 | Schalke 04               | Allianz Arena                  | 13 de mayo | 15:30 |
| Unión Berlín        | 4 - 2 | Friburgo                 | Stadion An der Alten Försterei | 13 de mayo | 15:30 |
| Eintracht Fráncfort | 3 - 0 | Maguncia 05              | Deutsche Bank Park             | 13 de mayo | 15:30 |
| Wolfsburgo          | 2 - 1 | Hoffenheim               | Volkswagen-Arena               | 13 de mayo | 15:30 |
| Bochum              | 3 - 2 | Augsburgo                | Vonovia Ruhrstadion            | 13 de mayo | 15:30 |
| Borussia Dortmund   | 5 - 2 | Borussia Mönchengladbach | Signal Iduna Park              | 13 de mayo | 18:30 |
| Stuttgart           | 1 - 1 | Bayer Leverkusen         | Mercedes-Benz Arena            | 14 de mayo | 15:30 |
| RB Leipzig          | 2 - 1 | Werder Bremen            | Red Bull Arena                 | 14 de mayo | 17:30 |

| Friburgo         | 2 - 0 | Wolfsburgo               | Europa-Park Stadion     | 19 de mayo | 20:30 |
| Hoffenheim       | 4 - 2 | Unión Berlín             | PreZero Arena           | 20 de mayo | 15:30 |
| Hertha Berlín    | 1 - 1 | Bochum                   | Olímpico de Berlín      | 20 de mayo | 15:30 |
| Schalke 04       | 2 - 2 | Eintracht Fráncfort      | Veltins-Arena           | 20 de mayo | 15:30 |
| Werder Bremen    | 1 - 1 | Colonia                  | Wohninvest Weserstadion | 20 de mayo | 15:30 |
| Bayern Múnich    | 1 - 3 | RB Leipzig               | Allianz Arena           | 20 de mayo | 18:30 |
| Maguncia 05      | 1 - 4 | Stuttgart                | Mewa Arena              | 21 de mayo | 15:30 |
| Augsburgo        | 0 - 3 | Borussia Dortmund        | WWK Arena               | 21 de mayo | 17:30 |
| Bayer Leverkusen | 2 - 2 | Borussia Mönchengladbach | BayArena                | 21 de mayo | 19:30 |

| Borussia Dortmund        | 2 - 2 | Maguncia 05       | Signal Iduna Park              | 27 de mayo | 15:30 |
| RB Leipzig               | 4 - 2 | Schalke 04        | Red Bull Arena                 | 27 de mayo | 15:30 |
| Unión Berlín             | 1 - 0 | Werder Bremen     | Stadion An der Alten Försterei | 27 de mayo | 15:30 |
| Colonia                  | 1 - 2 | Bayern Múnich (C) | RheinEnergieStadion            | 27 de mayo | 15:30 |
| Borussia Mönchengladbach | 2 - 0 | Augsburgo         | Borussia-Park                  | 27 de mayo | 15:30 |
| Eintracht Fráncfort      | 2 - 1 | Friburgo          | Deutsche Bank Park             | 27 de mayo | 15:30 |
| Wolfsburgo               | 1 - 2 | Hertha Berlín     | Volkswagen-Arena               | 27 de mayo | 15:30 |
| Bochum                   | 3 - 0 | Bayer Leverkusen  | Vonovia Ruhrstadion            | 27 de mayo | 15:30 |
| Stuttgart                | 1 - 1 | Hoffenheim        | Mercedes-Benz Arena            | 27 de mayo | 15:30 |

### Campeón
| Bundesliga                |
|                           |
| Bayern Múnich 33.° título |

## Partido de ascenso y descenso
Los horarios corresponden al huso horario de Alemania (Hora central europea): UTC+2 en horario de verano.
| Ida; 1 de junio de 2023 | Stuttgart                                   | 3:0 (1:0) | Hamburgo | Mercedes-Benz Arena, Stuttgart                          |                                                         |
| 20:45                   | Mavropanos 1' · Vagnoman 51' · Guirassy 54' | Reporte   |          | Asistencia: 47 500 espectadores Árbitro(s): Tobias Welz | Asistencia: 47 500 espectadores Árbitro(s): Tobias Welz |

| Vuelta; 5 de junio de 2023 | Hamburgo  | 1:3 (1:0) (Global 1:6) | Stuttgart                     | Volksparkstadion, Hamburgo                                  |                                                             |
| 20:45                      | Kittel 6' | Reporte                | Millot 48', 64' · Silas 90+6' | Asistencia: 55 500 espectadores Árbitro(s): Bastian Dankert | Asistencia: 55 500 espectadores Árbitro(s): Bastian Dankert |

- Stuttgart ganó en el resultado global por 6-1, por tanto se mantuvo en la Bundesliga.

## Datos y estadísticas

### Récords
- Primer gol de la temporada: Anotado por Joshua Kimmich, para el Bayern Múnich contra el Eintracht Frankfurt (5 de agosto de 2022)
- Último gol de la temporada: Anotado por Niklas Süle, para el Borussia Dortmund contra el Maguncia 05 (27 de mayo de 2023)
- Gol más rápido: Anotado a los 30 segundos por Mërgim Berisha en el Augsburgo 1 - 2 Eintracht Frankfurt (5 de noviembre de 2022)
- Gol más cercano al final del encuentro: Anotado a los 101 minutos y 14 segundos por Marius Bülter en el Maguncia 05 2 - 3 Schalke 04 (5 de mayo de 2023).
- Mayor número de goles marcados en un partido: 8 goles, en el Bayern Múnich 6 - 2 Maguncia 05 (21 de enero de 2023), Colonia 7 - 1 Werder Bremen (21 de enero de 2023), Bayern Múnich 5 - 3 Augsburgo (11 de marzo de 2023)
- Partido con más espectadores: 81.365, en cinco juegos con el Borussia Dortmund de local destacando: Borussia Dortmund vs. Bayer Leverkusen (6 de agosto de 2022), y en el Borussia Dortmund vs. Bayern Múnich (8 de octubre de 2022)
- Partido con menos espectadores: 17.005, en el Hoffenheim vs. Bochum (13 de agosto de 2022)
- Mayor victoria local: Wolfsburgo 6 - 0 Friburgo (21 de enero de 2023), Colonia 7 - 1 Werder Bremen (21 de enero de 2023), Borussia Dortmund 6 - 0 Wolfsburgo (7 de mayo de 2023) y Bayern Múnich 6 - 0 Schalke 04 (13 de mayo de 2023).
- Mayor victoria visitante: Bochum 0 - 7 Bayern Múnich (21 de agosto de 2022).

### Máximos goleadores
| Pos. | Jugador            | Equipo                   | Goles |
| ---- | ------------------ | ------------------------ | ----- |
| 1    | Niclas Füllkrug    | Werder Bremen            | 16    |
| =    | Christopher Nkunku | RB Leipzig               | 16    |
| 3    | Vincenzo Grifo     | Friburgo                 | 15    |
| =    | Randal Kolo Muani  | Eintracht Fráncfort      | 15    |
| 5    | Serge Gnabry       | Bayern Múnich            | 14    |
| 6    | Marcus Thuram      | Borussia Mönchengladbach | 13    |
| 7    | Jamal Musiala      | Bayern Múnich            | 12    |
| =    | Jonas Hofmann      | Borussia Mönchengladbach | 12    |
| =    | Andrej Kramarić    | Hoffenheim               | 12    |
| =    | Marvin Ducksch     | Werder Bremen            | 12    |

Todos los datos fueron obtenidos de la página oficial de la competición.

### Máximos asistentes
| Pos. | Jugador           | Equipo                   | Goles |
| ---- | ----------------- | ------------------------ | ----- |
| 1    | Raphaël Guerreiro | Borussia Dortmund        | 12    |
| 2    | Randal Kolo Muani | Eintracht Fráncfort      | 11    |
| 3    | Jamal Musiala     | Bayern Múnich            | 10    |
| =    | Florian Kainz     | Colonia                  | 10    |
| 5    | Alassane Pléa     | Borussia Mönchengladbach | 9     |
| =    | Jonas Hofmann     | Borussia Mönchengladbach | 9     |
| =    | Mitchell Weiser   | Werder Bremen            | 9     |
| =    | Angeliño          | Hoffenheim               | 9     |

Todos los datos fueron obtenidos de la página oficial de la competición.

### Tripletes o más
A continuación se detallan los tripletes conseguidos a lo largo de la temporada.
| Fecha      | Jugador        | Goles       | Local         |                                     | Resultado |                                        | Visitante     | Rep.       |
| ---------- | -------------- | ----------- | ------------- | ----------------------------------- | --------- | -------------------------------------- | ------------- | ---------- |
| 8/11/2022  | Serge Gnabry   | 22' 28' 82' | Bayern Múnich | Bandera del Estado Libre de Baviera | 6 – 0     | Bandera de Bremen (estado)             | Werder Bremen | Jornada 14 |
| 13/11/2022 | Vincenzo Grifo | 4' 6' 20'   | Friburgo      | Bandera de Baden-Wurtemberg         | 4 – 1     | Bandera de Berlín                      | Unión Berlín  | Jornada 15 |
| 28/1/2023  | Karim Onisiwo  | 28' 57' 87' | Maguncia 05   |                                     | 5 – 2     | Bandera de Renania del Norte-Westfalia | Bochum        | Jornada 18 |
| 22/4/2023  | Marvin Ducksch | 6' 27' 51'  | Hertha Berlín | Bandera de Berlín                   | 2 – 4     | Bandera de Bremen (estado)             | Werder Bremen | Jornada 29 |

## Premios

### Mejor jugador del mes
| Mes  | Jugador           | Equipo            | Ref. |
| ---- | ----------------- | ----------------- | ---- |
| Ago. | Sheraldo Becker   | Unión Berlín      |      |
| Sep. | Niclas Füllkrug   | Werder Bremen     |      |
| Oct. | Niclas Füllkrug   | Werder Bremen     |      |
| Nov. | Serge Gnabry      | Bayern Múnich     |      |
| Ene. | Julian Brandt     | Borussia Dortmund |      |
| Feb. | Julian Brandt     | Borussia Dortmund |      |
| Mar. | Raphaël Guerreiro | Borussia Dortmund |      |
| Abr. | Donyell Malen     | Borussia Dortmund |      |

### Galardones anuales
| Premio                 | Jugador       | Equipo            | Ref.   |
| ---------------------- | ------------- | ----------------- | ------ |
| Novato de la temporada | Karim Adeyemi | Borussia Dortmund | [ 29 ] |

### Equipo de la temporada
EA Sports FIFA determinó el 11 inicial de los mejores jugadores de la temporada.